# Microsorum luzonicum
Microsorum luzonicum là một loài dương xỉ trong họ Polypodiaceae. Loài này được Copel. Tagawa mô tả khoa học đầu tiên năm 1955.